# Cestrum decurrens
Cestrum decurrens är en potatisväxtart som beskrevs av Francey. Cestrum decurrens ingår i släktet Cestrum och familjen potatisväxter. Inga underarter finns listade i Catalogue of Life.